# Lynwood, Illinois
Lynwood är en by i Cook County i den amerikanska delstaten Illinois med en yta av 13 km² och en folkmängd, som uppgår till 7 377 invånare (2000). Lynwood grundades 1959. Lynwood är beläget vid gränsen till delstaten Indiana.